# OFK Mladost Donja Gorica
Der OFK Mladost Donja Gorica ist ein montenegrinischer Fußballverein aus Donja Gorica, einem Stadtteil im Südwesten von Podgorica. Der Verein wurde 2019 gegründet.

## Geschichte
Die ersten drei Jahre nach der Gründung operierte der Verein im Rahmen einer Partnerschaft mit dem FK Podgorica, dessen junge Spieler Mitglieder von OFK Mladost Donja Gorica waren. Im Sommer 2019 gewann Mladost den zentralen Regionalcup und war damit für die 1. Hauptrunde im montenegrinischen Pokal qualifiziert. Dort unterlag das Team mit 2:4 gegen den FK Drezga.
Im gleichen Jahr wurde die Mannschaft Meister der 3. Liga Zentrum, scheiterte allerdings in den Playoffs gegen den FK Igalo 1929 und FK Berane. 2020/21 wurde der Verein wieder Meister der Staffel Zentrum. Diesmal setzte sich das Team gegen den FK Petnjica (2:0) und FK Cetinje (6:0) durch und wurde Mitglied der Druga Crnogorska Liga. Nach einem dritten Platz in der Saison 2021/22 und der verpassten Aufstiegs-Relegation wurde Mladost ein Jahr später Zweitligameister und stieg erstmals in die höchste Liga auf. In dieser Erstligasaison kämpfte die Mannschaft von Beginn an gegen den Abstieg, da vom neunten Spieltag durchgehend nicht mehr als der achte Platz belegt wurde. Als Neunter musste Mladost nach verlorener Relegation wieder absteigen.

## Erfolge
- Gewinn der Druga Crnogorska Liga: 2022/23
- Gewinn der Treća Crnogorska Liga: 2019/20, 2020/21